# Little Kiska
Little Kiska (en anglès Little Kiska Island, en aleutià Kangchix) és una petita illa que es troba a la costa est de Kiska, a les illes Rat, un subgrup de les illes Aleutianes d'Alaska, Estats Units. Es troba immediatament a l'est de Kiska Harbor.
Com totes les altres illes del grup es troba deshabitada. Va ser descoberta per l'explorador rus Vitus Bering el 1741. El nom li fou donat el 1836 per Fiódor Litke, capità de l'Armada Imperial Russa. El seu punt més elevat es troba a 92 msnm.

## Referències

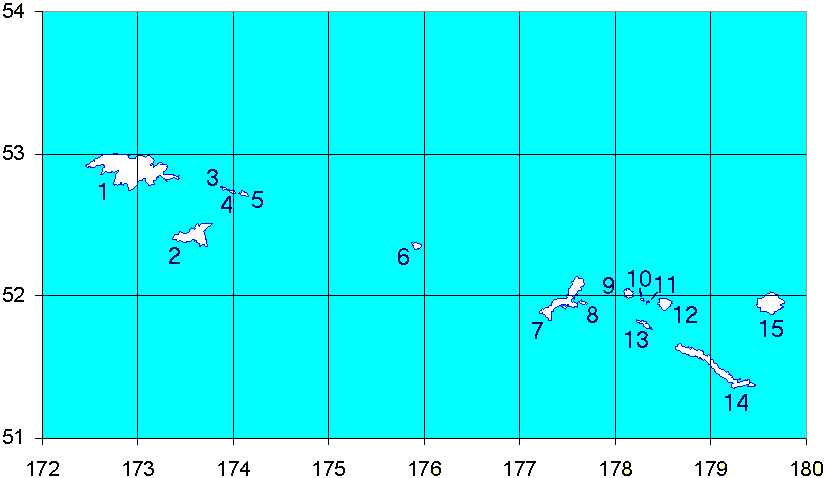
Mapa de l'oest de les Illes Aleutianes. Little Kiska és l'illa nº 8.